# Antonio Montico
Antonio Montico (30. prosinec 1932 Valvasone, Italské království – 27. květen 2013) je bývalý italský fotbalový záložník a trenér.
První zápasy v nejvyšší lize odehrál v Udinese v roce 1952. Největší úspěchy zaznamenal v Juventusu, kde hrál devět sezon a odehrál celkem 115 utkání. Získal s nimi dva tituly v lize (1958/59, 1959/60)
a také dva Italské poháry (1958/59, 1959/60). V roce 1962 podepsal smlouvu s Kanadským klubem Toronto Falcons. S nimi vyhrál ECPSL 1962. Po ročním působení se vrátil do Itálie do třetiligového klubu Anconitana, kde také v roce 1966 ukončil kariéru.
Za reprezentaci odehrál dvě utkání.
Po fotbalové kariéře se stal trenérem, ale žádných velkých úspěchů nedosáhl.

## Hráčská statistika
| Sezóna  | Klub     | Liga    | Liga   | Liga | Ligové poháry | Ligové poháry | Ligové poháry | Kontinentální poháry | Kontinentální poháry | Kontinentální poháry | Celkem | Celkem |
| Sezóna  | Klub     | Soutěž  | Zápasy | Góly | Soutěž        | Zápasy        | Góly          | Soutěž               | Zápasy               | Góly                 | Zápasy | Góly   |
| ------- | -------- | ------- | ------ | ---- | ------------- | ------------- | ------------- | -------------------- | -------------------- | -------------------- | ------ | ------ |
| 1952/53 | Juventus | Serie A | 9      | 3    | -             | 0             | 0             | -                    | 0                    | 0                    | 9      | 3      |
| 1953/54 | Juventus | Serie A | 14     | 0    | -             | 0             | 0             | -                    | 0                    | 0                    | 14     | 0      |
| 1954/55 | Juventus | Serie A | 23     | 6    | -             | 0             | 0             | -                    | 0                    | 0                    | 23     | 6      |
| 1955/56 | Juventus | Serie A | 20     | 5    | -             | 0             | 0             | PMEZ                 | 0                    | 0                    | 20     | 5      |
| 1956/57 | Juventus | Serie A | 30     | 10   | -             | 0             | 0             | -                    | 0                    | 0                    | 30     | 10     |
| 1957/58 | Juventus | Serie A | 14     | 3    | IP            | 6             | 2             | -                    | 0                    | 0                    | 20     | 5      |
| 1958/59 | Juventus | Serie A | 3      | 1    | -             | 0             | 0             | PMEZ                 | 0                    | 0                    | 3      | 1      |
| 1959/60 | Juventus | Serie A | 1      | 0    | IP            | 1             | 0             | -                    | 0                    | 0                    | 2      | 0      |
| 1960/61 | Bari     | Serie A | 9      | 1    | IP            | 0             | 0             | -                    | 0                    | 0                    | 9      | 1      |
| 1961/62 | Juventus | Serie A | 2      | 0    | IP            | 1             | 0             | -                    | 0                    | 0                    | 3      | 0      |
| Celkem  | Celkem   | Celkem  | 125    | 29   | -             | 8             | 2             | -                    | 0                    | 0                    | 133    | 31     |

## Hráčské úspěchy

### Klubové
- 2× vítěz 1. italské ligy (1957/58, 1959/60)
- 2× vítěz italského poháru (1958/59, 1959/60)

### Reprezentační
- 1× na MP (1955–1960)